# 但馬皇女
但馬皇女（？—708年7月17日），天武天皇皇女，母親為藤原鎌足之女藤原冰上娘。與自己的異母兄高市皇子結婚，但是大約在696年之前，她就開始與另一位異母兄弟穗積皇子以詩歌來表達思念，不過兩人私通的事，終究還是被發現了。但馬皇女於708年過世，她過世後的那年冬天，穗積皇子在遙望她的墳墓時，悲從中來，作詩感慨。